# Avricourt (Mosela)

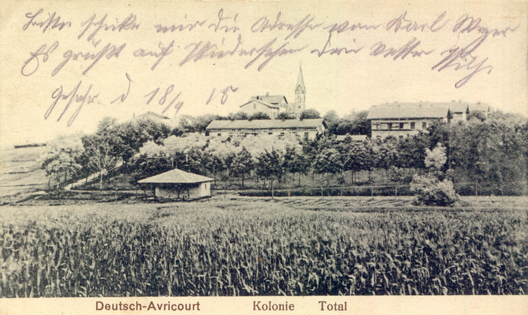
Deutsch-Avricourt 1915

Avricourt é uma comuna francesa na região administrativa de Grande Leste, no departamento de Moselle. Estende-se por uma área de 10,32 km². Em 2010 a comuna tinha 614 habitantes (densidade: 59,5 hab./km²).